# Erika Bella
Erika Bella, née le 23 août 1972, est une actrice hongroise de films pornographiques qui est apparue dans 104 productions depuis 1994.

## Filmographie (partielle)
| Parution | Titre de la vidéo                      | Producteur                        |
| -------- | -------------------------------------- | --------------------------------- |
| 1995     | Anal X 15                              | Anabolic Video                    |
| 1995     | Jeunes Veuves Lubriques                | Video Marc Dorcel                 |
| 1995     | Offertes a tout 8                      | Video Marc Dorcel                 |
| 1995     | Midnight Obsession                     | Tip Top                           |
| 1995     | Perversioni di Erika                   | Hard Project Entertaiment         |
| 1995     | Signore indecenti                      | Star Pictures                     |
| 1995     | World Sex Tour 1                       | Anabolic Video                    |
| 1995     | World Sex Tour 2                       | Anabolic Video                    |
| 1996     | Anal Fantasies 2                       | In-X-Cess Productions             |
| 1996     | Operation Sex                          | VCA                               |
| 1996     | World Sex Tour 4                       | Anabolic Video                    |
| 1997     | Gangbang Girl 20                       | Anabolic Video                    |
| 1997     | Castle of Lucretia 1                   | In-X-Cess Productions             |
| 1997     | Castle of Lucretia 2                   | In-X-Cess Productions             |
| 1997     | Castle of Lucretia 2                   | In-X-Cess Productions             |
| 1997     | Castle of Lucretia 1                   | In-X-Cess Productions             |
| 1997     | Private Stories 25                     | Private Media Group               |
| 1997     | TG Hard                                | Xcel                              |
| 1997     | Infidèle & Jalouse                     | Marc Dorcel                       |
| 1998     | Anaxtasia - La Principessa stuprata    | RD Communications                 |
| 1998     | Blowjob Adventures Of Dr. Fellatio 8   | Elegant Angel Productions         |
| 1998     | Experiences 1                          | In-X-Cess Productions             |
| 1998     | Private Castings X 8                   | Private Media Group               |
| 1998     | Venexiana                              | Tip Top                           |
| 1999     | Arrogance: No Limits                   | Capital Film                      |
| 1999     | Experiences 2                          | In-X-Cess Productions             |
| 1999     | Revenge (II)                           | Sin City                          |
| 2000     | Cum Shots 2                            | Anabolic Video                    |
| 2002     | Sodomania: Slop Shots 11               | Elegant Angel Productions         |
| 2002     | Voyeur's Favorite Blowjobs And Anals 6 | Evil Angel                        |
| 2004     | Puttane si nasce                       | Mario Salieri Entertainment Group |
| 2004     | Young Girls In Dark Territory 7        | Silverstone                       |

## Récompense
- 1996 AVN Award – Meilleure scène de sexe en groupe pour World Sex Tour 1[2].